# Боши, Элен
Элен Боши (фр. Hélène Boschi; 1917, Лозанна — 1990, Страсбург) — французская пианистка и музыкальный педагог.
Окончила Нормальную школу музыки, ученица Ивонны Лефебюр, брала также уроки у Альфреда Корто. В 1950—1965 гг. преподавала в Париже, в 1965—1985 гг. профессор Страсбургской консерватории (среди её учеников, в частности, Пётр Андершевский).
Элен Боши считается одной из первооткрывателей музыки испанского барочного композитора Антонио Солера. С другой стороны, характерными авторами её репертуара были восточноевропейские композиторы рубежа XIX—XX веков: Леош Яначек, Богуслав Мартину, Бела Барток, Золтан Кодаи. В 1975 г. она была удостоена Премии Роберта Шумана за исполнение шумановской музыки. Боши также известна своими выступлениями в составе фортепианного дуэта вместе с Жерменой Мунье.